# The River (pjesma Brucea Springsteena)
"The River" je pjesma Brucea Springsteena s njegova istoimenog albuma iz 1980. U SAD-u nije objavljena kao singl, ali je postala hit u nekim europskim zemljama.

## Povijest
Springsteen je napisao pjesmu nakon što je dovršeno snimanje jednodijelnog albuma nazvanog The Ties That Bind; nakon ove pjesme, Springsteen se okrenuo mračnijim pjesmama, odgodio objavljivanje albuma i preimenovao ga. Sama pjesma snimljena je u The Power Stationu u New Yorku u srpnju ili kolovozu 1979.
"The River" koristi odzvanjajuću usnu harmoniku, a na neki je način prethodnica stila njegova sljedećeg albuma, Nebraska. Izgled refrena i završetka pjesme inspirirani su stihovima pjesme Hanka Williamsa iz 1950., "Long Gone Lonesome Blues". Pjesma opisuje kako su ekonomske poteškoće isprepletene s lokalnom kulturom.
Pisac Robert Hilburn nazvao je pjesmu "klasičnim opisom nekoga tko mora izmijeniti svoje snove na brzinu, suočavajući se sa životom onakvim kakav on jest, ne sa svijetom iz njegove mašte."
Kroz cijelu pjesmu rijeka se koristi kao simbol za snove o budućnosti. Pripovjedač zadržava svoje nade živima čak i kad one u stvarnosti propadaju.
That sends me down to the river,
Though I know, the river is dry.
It sends me down to the river, tonight
Pjesma je u javnosti debitirala na koncertima za sigurnu energiju u Madison Square Gardenu u rujnu 1979., a našla se i u dokumentarcu No Nukes iz 1980. tri mjeseca prije objavljivanja albuma.
"The River" nije objavljena kao singl u SAD-u, ali je u svibnju 1981. objavljena u nekoliko zemalja Zapadne Europe. Zauzela je 35. poziciju britanske ljestvice singlova. Osim toga, smjestila se i na 24. poziciju irske ljestvice singlova, na broj 10 u Švedskoj, a najbolje je prošla u Norveškoj gdje je završila na 5. mjestu. Uključena je na kompilacije Greatest Hits 1995. i The Essential Bruce Springsteen 2003.
"The River" i nekoliko drugih pjesama s albuma, kao što su "Wreck on the Highway" i "Stolen Car", označavaju novi smjer u Springsteenovu skladanju: ove balade ispunjene su osjećajem beznađa koje će označiti njegov sljedeći album, Nebraska. Sam Springsteen je istaknuo da je "Wreck on the Highway" jedna od pjesama koje reflektiraju promjenu u njegovu skladanju, povezujući The River i Nebrasku.

## Povijest koncertnih izvedbi
"The River" je postala središnji dio koncerata nekih Springsteenovih turneja. Na Born in the U.S.A. Touru, često joj je prethodila duga intenzivna Springsteenova priča o njegovim svađama s ocem dok je odrastao koje su nekad završavale dobro, a nekad ne; tišinu nakon priče prekidao je zvuk usne harmonike. Jedna takva priča i izvedba uvršteni su na Live/1975-85 iz 1986. Na kasnijim turnejama, pogotovo po Europi, odjavni dio pjesme je bio produljen dok je publika pjevala "oooh" dio na kraju. Na Reunion Touru 1999. i 2000., "The River" je izvođena u drugačijem aranžmanu, s Clarenceom Clemonsom na saksofonu; jedna takva izvedba uvrštena je na album i DVD Live in the New York City. Pjesma je do 2008. izvedena oko 515 puta.

## Vanjske poveznice
- Stihovi "The River"  Arhivirana inačica izvorne stranice od 11. lipnja 2010. (Wayback Machine) na službenoj stranici Brucea Springsteena